# Остер (притока Сожу)
Осте́р — річка в Смоленській області Росії і Могильовської області Білорусі, ліва притока Сожу (басейн Дніпра).

## Географія
Довжина 274 км, площа басейну 3 490 км². Витік на Смоленській височині в південно-східній частині Починківського району між селами Бєлік та Рябцев. Протікає по території Починковського, Рославльського і Шумяцького районів. У верхній течії заплава річки заболочена, рясніє старицями. В середньому звужується до 40-50 метрів і поглиблюється. Береги порізані ярами та балками. У нижній течії заплава розширюється до 1,5-2 км.
Живлення переважно снігове. Середня витрата води за 36 км від гирла 20,8 м³/с. Замерзає в листопаді — початку січня, розкривається в кінці березня — квітні.
Річка Остер огинає місто Рославль, яке знаходиться на її притоці.

## Притоки
- Праві притоки: Стометь (61 км), Острик (34 км),  Німкеня (29 км), Кропивна (16 км);
- Ліві притоки: Велика Навля (27 км), Шумячка (26 км), Ридига (15 км), Чорна Ридига (13 км), Сосновка (39 км).